# El Pipila
El Pípila, pseudonimo di Juan Josè de los Reyes Martinez Amaro (San Miguel de Allende, 3 gennaio 1782 – San Miguel de Allende, 25 luglio 1863), è un personaggio storico della guerra d'indipendenza del Messico.

## Biografia
Nacque il 3 gennaio 1782 nella casa numero 90 della strada del Terraplen di San Miguel de Allende, figlio di Pedro Marinez e Maria Rufina Amaro. Studiò nella sua città natale, però in gioventù lavorò nelle miniere di Guanajuato. Fu amico del sovrintendente Riano, e quando arrivò l'insurrezione indipendentista, con alcuni minatori si arruolò nelle file dei rivoluzionari, abbandonando il suo lavoro e le sue comodità.
I minatori l'avevano soprannominato, sin da ragazzo, "il pipila", nome che si dà al tacchino domestico, forse per le lentiggini che aveva sulla faccia.

Accompagnò l'esercito di Miguel Hidalgo y Costilla, da San Miguel, sua città natale, fino a Guanajuato, dove Riano difendeva la Alhondiga, dopo che la città era caduta nelle mani dei rivoluzionari. Hidalgo arrivò a Guanajuato il 28 settembre 1810, richiedendo a Riano di liberare la piazza. Questi non accettò, e si asserragliò nella sua fortezza.
Tutti gli attacchi dei rivoluzionari contro la fortezza risultarono inutili, fino a che Hidalgo e i capi rivoluzionari capirono che l'unico modo per prendere la Alhondiga era bruciare il portone principale, attraverso il quale sarebbero riusciti a entrare nella fortezza.

Il pipila spronava alcuni soldati quando Hidalgo lo chiamò e gli disse del progetto di bruciare il portone; si propose subito, prese una torcia accesa, di quelle che usava nella miniera, e si diresse verso la porta, tra una pioggia di pallottole, e appiccò il fuoco. Si poté così prendere la fortezza.
El Pipila prese parte a molte azioni militari e in seguito ritornò alle sue miniere, vivendo ancora per lunghi anni; morì il 25 luglio del 1863, a San Miguel de Allende.
Alcuni libri di storia messicani oggi mettono in dubbio che un uomo solo abbia potuto portare con sé abbastanza combustibile per far bruciare la porta tanto velocemente, così si è propensi all'idea che più persone parteciparono all'azione.